# تانزانیت
تانزانیت (به انگلیسی: Tanzanite) با فرمول شیمیایی  از مجموعه کانی هاست و اولین بار در تانزانیا کشف شده است. تانزانیت در سال ۱۹۶۲ در شمال تانزانیا (شرق آفریقا) به صورت پراکنده دیده شد، دانشمندان آن را جزو گروه زوئیسیت قرار دادند و ۵ سال بعد، معدنکاران به معدنی بزرگ در مناطق دیگر پی بردند و به صورت جدی اکتشاف را آغاز کردند. نا محلول در اسیدها و دارای تخلخل‌های توده‌ای سیاه رنگ است. تولید تانزانیت در ابتدا کم بود، اما سال ۱۹۸۰ تا ابتدای ۱۹۹۰ به صورت انبوه و با کیفیت جواهر در دسترس قرار گرفته و پس از گذشت ۵ سال، مشابه‌های تانزانیت وارد بازار شد. CaO:24.69% Al2O3:33.66% SiO2:39.68% H2O:۱٫۹۷٪ و ادخال‌های Fe,Mn,Cr,Ti,K،Na,V برای اولین بار در تانزانیا کشف شد و از نظر شکل بلور: منشوری، رنگ: آبی - قهوه‌ای - پلی کروئیسم، شفافیت: شفاف - نیمه کدر، شکستگی: نامنظم، جلا: شیشه‌ای - صدفی، رخ: ضعیف - مطابق با سطح، سیستم تبلور: ارترومبیک و در رده‌بندی سیلیکات است همچنین خاصیت مغناطیسی ندارد و منشأ تشکیل آن دگرگونی - پگماتیتی است.
همایند کانی‌شناسی (پارانژ) آن خواص نوری - واکنش‌های شیمیایی-اشعه Xپامپله ایت- آمفیبول- اپیدوت- وزوویانیت- کوارتز- گارنت است
، از نظر ژیزمان بلوری - آگرگات شعاعی - فشرده کمیاب است و بیشتر در تانزانیا یافت می‌شود. این کانی تنها در کشور تانزانیا وجود دارد و گران‌ترین کانی در جهان به حساب می‌آید.